# Liolaemus occipitalis
Espèce
Synonymes
- Liolaemus glieschi Ahl, 1925

Statut de conservation UICN

 VU B1+2bc : Vulnérable
Liolaemus occipitalis est une espèce de sauriens de la famille des Liolaemidae.

## Répartition
Cette espèce est endémique du Brésil. Elle se rencontre dans les États de Rio Grande do Sul et de Santa Catarina.

## Description
C'est un saurien ovipare.

## Publication originale
- (en) Boulenger, 1885 : A list of reptiles and Batrachians from the Province Rio Grande do Sul, Brazil, sent to the Natural-History Museum by Dr. H. von Ihering. Annals and Magazine of Natural History, ser. 5, vol. 15, no 87, p. 191-196 (texte intégral).